# Brevpress

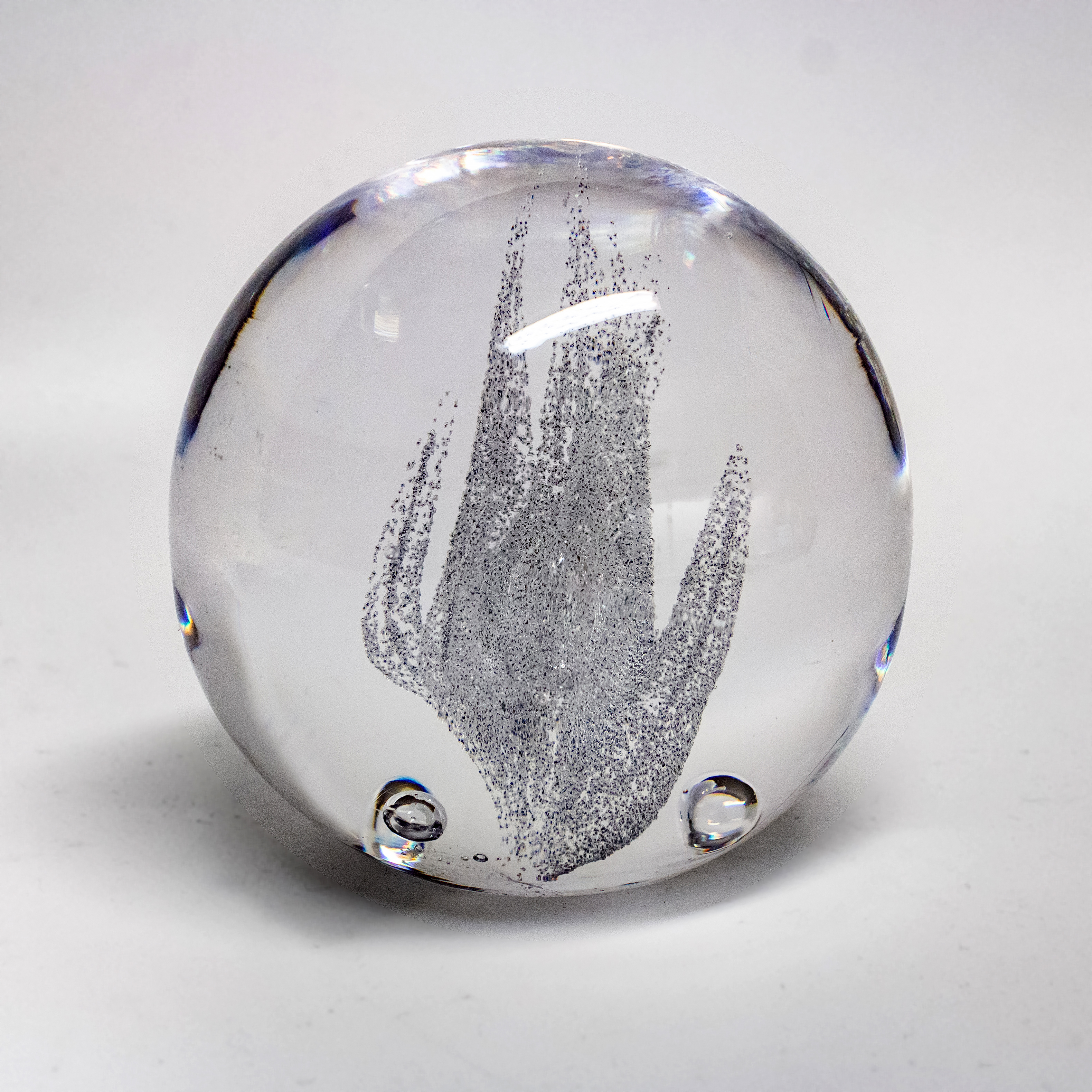
Brevpress av kristallglas från Kosta glasbruk

Brevpress är ett litet och tungt föremål som läggs på lösa papper eller brev för att hindra att de blåser bort. I princip kan en vanlig sten eller träbit fungera som brevpress. Ofta är brevpressar vackert utformade glasföremål som har blivit populära samlarobjekt.
- Wikimedia Commons har media som rör Brevpress.